# Chillón
Chillón település Spanyolországban, Ciudad Real tartományban. Chillón Almadén, Alamillo, Santa Eufemia, Guadalmez, Capilla, Garlitos, Baterno és Valdemanco del Esteras községekkel határos. Lakosainak száma 1773 fő (2024).

## Népesség
A település népessége az elmúlt években az alábbi módon változott:
| Lakosok száma | 2320 | 2201 | 2153 | 2071 | 2052 | 1983 | 1901 | 1816 | 1777 | 1773 |
|               | 2001 | 2004 | 2006 | 2009 | 2011 | 2014 | 2016 | 2019 | 2021 | 2024 |